# Mac and Me
Mac and Me is een Amerikaanse familiefilm uit 1988.

## Plot
Een jongetje in een rolstoel ontdekt een klein buitenaards wezen.

## Rolverdeling
| Acteur                | Personage       |
| --------------------- | --------------- |
| Christine Ebersole    | Janet Cruise    |
| Jonathan Ward         | Michael Cruise  |
| Tina Caspary          | Courtney        |
| Lauren Stanley        | Debbie          |
| Jade Calegory         | Eric Cruise     |
| Vinnie Torrente       | Mitford         |
| Martin West           | Wickett         |
| Ivan J. Rado          | Zimmerman       |
| Danny Cooksey         | Jack Jr.        |
| Laura Waterbury       | Linda           |
| Jack Eiseman          | autochauffeur   |
| Barbara Allyne Bennet | wetenschapper   |
| Raymond Forchion      | politieman      |
| Andrew Divoff         | politieman      |
| George Buck Flower    | bewaker         |
| Squire Fridell        | Ronald McDonald |

## Ontvangst
De recensies van de film waren negatief. Dit was deels omdat recesenten de film zagen als een slechte kopie van E.T. the Extra-Terrestrial, maar ook omdat de film schaamteloos gebruikmaakt van sluikreclame. Zo kan de Mac van de titel worden gezien als een afkorting van McDonald's, bevat de film een dansscène die zich afspeelt in een McDonald's en wordt aan het einde van de film het leven van de buitenaardse wezens gered door Coca-Cola te drinken.
De film was genomineerd voor vier Razzies en won de prijs voor slechtste regisseur en slechte nieuwe ster, die als grap werd uitgereikt aan Ronald McDonald.